# HC Kometa Brno v 1. české národní hokejové lize 1990/1991
Základní část druhé nejvyšší soutěže Brno zvládlo a opanovalo ji s pětibodovým náskokem, což dávalo slušnou výchozí pozici pro nadstavbu. Bodově nejsilnějšího soupeře, vojáky z Tábora, Brno porazilo ve všech šesti utkáních, i díky tomu nakonec první ligu opanovalo s náskokem osmi bodů. Třetí Opava, které se proti Brnu dařilo, totiž ztrácela body jinde a do boje o prvenství nezasáhla. Návrat po roce se tedy Zetoru opět podařil.

## Nejlepší 1990 / 1991
| Jméno                           | Počet zápasů | Branky | Nahrávky | Body |
| ------------------------------- | ------------ | ------ | -------- | ---- |
| Základní část + finálová soutěž |              |        |          |      |
| Igor Čikl                       | 46           | 27     | 28       | 55   |
| Michal Konečný                  | 46           | 25     | 28       | 53   |
| Josef Duchoslav                 | 44           | 34     | 11       | 45   |
| Jiří Vítek                      | 46           | 19     | 24       | 43   |
| Pavel Nohel                     | 46           | 21     | 17       | 38   |
| Martin Dufek                    | 41           | 8      | 19       | 27   |
| Milan Murín                     | 43           | 11     | 16       | 27   |
| Milan Nedoma                    | 40           | 6      | 16       | 22   |
| Roman Meluzín                   | 33           | 14     | 7        | 21   |
| František Ševčík                | 39           | 14     | 3        | 17   |

## Základní část
|                           | Počet utkání | Výhry | Remízy | Prohry | Skóre   | Body |
| ------------------------- | ------------ | ----- | ------ | ------ | ------- | ---- |
| Celková bilance 1990/1991 | 46           | 37    | 3      | 6      | 225:110 | 77   |

### HC Slezan Opava
- HC Slezan Opava – HC Zetor Brno  2 : 1
- HC Zetor Brno  – HC Slezan Opava 1 : 0

### VTJ Tábor
- HC Zetor Brno – VTJ Tábor 6 : 4
- VTJ Tábor – HC Zetor Brno 1 : 2

### VTJ Písek
- VTJ Písek – HC Zetor Brno 1 : 4
- HC Zetor Brno – VTJ Písek  4 : 1

### TJ Slavia IPS Praha
- HC Zetor Brno – TJ Slavia IPS Praha 6 : 2
- TJ Slavia IPS Praha – HC Zetor Brno 1 : 6

### TJ Baník ČSA Karviná
- TJ Baník ČSA Karviná – HC Zetor Brno 5 : 6
- HC Zetor Brno – TJ Baník ČSA Karviná 6 : 2

### TJ Stadion Hradec Králové
- HC Zetor Brno – TJ Stadion Hradec Králové 5 : 3
- TJ Stadion Hradec Králové – HC Zetor Brno 4 : 2

### TJ TŽ Třinec
- TJ TŽ Třinec – HC Zetor Brno 7 : 0
- HC Zetor Brno – TJ TŽ Třinec 5 : 3

### TJ Baník Hodonín
- HC Zetor Brno – TJ Baník Hodonín 5 : 2
- TJ Baník Hodonín – HC Zetor Brno 4 : 5

### TJ Auto Škoda Mladá Boleslav
- TJ Auto Škoda Mladá Boleslav – HC Zetor Brno 0 : 7
- HC Zetor Brno – TJ Auto Škoda Mladá Boleslav 7 : 0

### TJ Baník Sokolov
- HC Zetor Brno – TJ Baník Sokolov 8 : 0
- TJ Baník Sokolov – HC Zetor Brno 1 : 6

### VTJ Racek Pardubice
- VTJ Racek Pardubice – HC Zetor Brno 0 : 2
- HC Zetor Brno – VTJ Racek Pardubice 7 : 0

### TJ Šumavan Vimperk
- HC Zetor Brno – TJ Šumavan Vimperk 7 : 4
- TJ Šumavan Vimperk – HC Zetor Brno 2 : 2

### HC Brno
- HC Brno – HC Zetor Brno 3 : 8
- HC Zetor Brno – HC Brno 11 : 0

## Finálová skupina

### TJ Slavia IPS Praha
- HC Zetor Brno – TJ Slavia IPS Praha 8 : 4
- TJ Slavia IPS Praha – HC Zetor Brno 3 : 5
- HC Zetor Brno – TJ Slavia IPS Praha 6 : 1
- TJ Slavia IPS Praha – HC Zetor Brno 5 : 6

### VTJ Tábor
- HC Zetor Brno – VTJ Tábor 4 : 2
- VTJ Tábor – HC Zetor Brno 1 : 4
- HC Zetor Brno – VTJ Tábor 2 : 1
- VTJ Tábor – HC Zetor Brno 2 : 3

### TJ Stadion Hradec Králové
- TJ Stadion Hradec Králové – HC Zetor Brno 3 : 6
- HC Zetor Brno – TJ Stadion Hradec Králové 3 : 0
- TJ Stadion Hradec Králové – HC Zetor Brno 6 : 4
- HC Zetor Brno – TJ Stadion Hradec Králové 10 : 4

### TJ TŽ Třinec
- HC Zetor Brno – TJ TŽ Třinec 4 : 0
- TJ TŽ Třinec – HC Zetor Brno 2 : 6
- HC Zetor Brno – TJ TŽ Třinec 4 : 2
- TJ TŽ Třinec – HC Zetor Brno 5 : 3

### HC Slezan Opava
- HC Slezan Opava – HC Zetor Brno 2 : 5
- HC Zetor Brno  – HC Slezan Opava 5 : 5
- HC Slezan Opava – HC Zetor Brno  4 : 4
- HC Zetor Brno  – HC Slezan Opava 4 : 5

| Poř. | Tým                       | Z  | V  | R | P  | VG  | OG  | B  |
| ---- | ------------------------- | -- | -- | - | -- | --- | --- | -- |
| 1.   | HC Zetor Brno             | 46 | 37 | 3 | 6  | 225 | 110 | 77 |
| 2.   | VTJ Tábor                 | 46 | 34 | 1 | 11 | 208 | 120 | 69 |
| 3.   | HC Slezan Opava           | 46 | 26 | 7 | 13 | 184 | 141 | 59 |
| 4.   | TJ TŽ Třinec              | 46 | 26 | 1 | 19 | 183 | 154 | 53 |
| 5.   | TJ Stadion Hradec Králové | 46 | 22 | 6 | 18 | 180 | 184 | 50 |
| 6.   | TJ Slavia IPS Praha       | 46 | 18 | 2 | 26 | 188 | 204 | 38 |

## Hráli za Kometu
- Brankáři Karel Čermák • Ladislav Gula • Jiří Kašpar
- Obránci Alexandr Elsner • Marek Tichý • Radek Radvan • Milan Murín • Petr Žváček • Milan Nedoma • Jindřich Vacek • Lubomír Oslizlo
- Útočníci Roman Meluzín • Igor Čikl • Michal Konečný • Martin Dufek • Pavel Nohel • Josef Duchoslav • Martin Mihola • Luděk Stehlík • Jiří Vítek • František Ševčík • Daniel Šelešovský • Miloš Šlapanský • David Hebký • Martin Sychra • Jiří Otoupalík • Martin Máša